# کوئیل کریک (تگزاس)
کوئیل کریک (به انگلیسی: Quail Creek) یک منطقهٔ مسکونی در ایالات متحده آمریکا است که در تگزاس واقع شده‌است. کوئیل کریک ۸٫۰ کیلومتر مربع مساحت و ۱٬۶۲۸ نفر جمعیت دارد.